# دبليو. باول ثاير
دبليو. باول ثاير (بالإنجليزية: W. Paul Thayer)‏ هو ضابط أمريكي، ولد في 23 نوفمبر 1919 في هنريتا في الولايات المتحدة، وتوفي في 6 مايو 2010.